# FRESH光之美少女！
《FRESH光之美少女！》是由東堂泉所創作的魔法少女動畫作品，為「光之美少女系列」的第六季作品，屬第四代光之美少女。於2009年2月起於ABC、朝日電視台播出。台灣與香港分別由東森幼幼台與翡翠台代理，以「幸福精靈」的名義分別於2011年5月27日及12月10日播出。

## 故事簡介
平行世界的國家之一的「迷宮（Labyrinth）」，總統梅比斯為了策劃征服全部的平行世界、得到達成必要的容量無限的「無限記憶體（Infinity）」，將三位幹部送到四葉鎮，目的是藉三位幹部從人類身上所收集的不幸與悲傷，來注滿「不幸計（FUKO Gauge）」。當不幸計儲滿後，「無限記憶體」便垂手可得。
平行世界中的另一國家「甜蜜王國（Sweets Kingdom）」的長老很快地察覺梅比斯的陰謀。為了阻止梅比斯，長老決定喚醒傳說中的戰士——光之美少女，在森林中進行禱告，解除了四枚能賦予光之美少女力量的變身鑰匙「Pickrun」的封印。四枚鑰匙為了找到光之美少女，穿越時空來到四葉鎮。
在四葉鎮中，神采奕奕的中學二年級少女桃園愛是人氣舞團「三人組（Trinity）」的支持者，因被隊長美雪的精彩舞蹈所感動而萌生「我也要像那樣子跳舞！」的念頭。可是在某場表演的途中，「迷宮」幹部創造的怪物「那基華米基」對觀眾發動攻擊，使會場陷入了大騷動。「想保護憧憬的人，想再看一次三人組的表演！」被這樣的心情驅使，桃園愛靠著被抵達四葉鎮的「Pickrun」寄身而化成的變身手機「Linkrun」，變身成為Cure Peach。與來自「甜蜜王國」的塔多和希風、陸續變身成光之美少女的好友蒼乃美希、山吹祈里一起，為打碎「迷宮」的野心，並守護大家的笑容，以充滿愛、希望和祈福的心，跟「迷宮」展開戰鬥。

## 登場人物

### 光之美少女（Precure）
※注意：變身稱號部分香港版本直接沿用原名而無中文翻譯，台灣版本使用原創名稱。
變身咒語為。
團體口號為「我們是 幸福精靈！」。
桃園愛／愛情精靈
配音：沖佳苗（日本）；林美秀（動畫版、ALL STARS F）、謝寧（台灣）；曾秀清（動畫、Happiness報幕）、鄭麗麗（劇場版）、魏惠娥（DX、DX2）（TVB）、王綺婷（ViuTV）、（All STARS F）（香港）
形象顏色：  粉红色
14歲，本地的公立四葉中學2年級生。活力十足，很喜歡跳舞，是一個比起自己更在意別人的女孩。雖然學習不擅長，但在雙薪家庭的背景下主動擔起家務，且廚藝不俗；不過非常討厭吃紅蘿蔔。舞團「Trinity」的擁護者，在偶然的機會下，得到了隊長美雪的教導同意，和美希、祈里結成新舞團「四葉草」，目標是在舞蹈比賽勝出。口頭禪是「得到幸福囉！」。
為了拯救演出陷入困境的偶像美雪，以「愛」的力量醒覺而變身成桃天使，跟她相配的鑰匙是粉紅色的「Pirun」（皮嚕）。
變身口號為。
名字原文中以英語「LOVE」表示。
必殺技
光之美少女 愛情陽光（Precure Love Sunshine）
雙手擺成心形，釋放出粉紅色的光束淨化敵人。
光之美少女 愛情陽光 Fresh（Precure Love Sunshine Fresh）
於第8話得到「Peach Rod（蜜桃杖）」後的強化必殺技。利用Peach Rod釋放一心形光彈封鎖敵人，並加以淨化。將Peach Rod召喚後，說出「傳遞愛的旋律，Cure Stick，Peach Rod」再進行攻擊。
特殊能力
利用「Pirun（皮嚕）」變出可供希風食用的食物。
蒼乃美希／莓天使（Aono Miki／Cure Berry）
配音：喜多村英梨（日本）；詹雅菁、馮嘉德（DX1）、林沛笭（DX2、DX3）（台灣）；曾佩儀→黃瑩瑩（DX、DX2）→吳羨婷（Happiness報幕）（香港）
形象顏色：  藍色
14歲，演藝學園、私立鳥越學園中等部2年級生。體育萬能，對潮流十分敏感，常刻意表露自己的美麗，是個完美主義者。夢想是成為時裝模特兒，為此嚴格進行自我訓練。家裏開美髮沙龍，和離婚的母親兩個人生活。受桃園愛邀請，為了讓自己身形更健美而加入舞團。本來打算經生父介紹的公司面試考核後出國成為模特兒，最終因無法拋下光之美少女的任務而暫時放棄。可是遇到章魚之類的東西就比較討厭。口頭禪是「我是完美的！」。
為了拯救性命垂危的弟弟，以「希望」的力量醒覺而變身成莓天使，跟她相配的鑰匙是藍色的「Burun（普嚕）」。
變身口號為。
必殺技
光之美少女 希望洗禮（Precure Espoir Shower）
雙手擺成桃形狀，釋放出藍色的光束淨化敵人。「Espoir」即法文「希望」之意。
光之美少女 希望洗禮 Fresh（Precure Espoir Shower Fresh）
於第17話得到「Berry Sword（莓劍）」後的強化必殺技。利用Berry Sword釋放一黑桃形光彈封鎖敵人，並加以淨化。將Berry Sword召喚後，說出「讓希望的節奏響徹雲霄，Cure Stick，Berry Sword」再進行攻擊。
特殊能力
利用「Blun（普嚕）」進行更衣。
山吹祈里／鳳梨天使（Yamabuki Inori／Cure Pine）
配音：中川亞紀子（日本）；傅其慧、蘇肇樺（DX3）（台灣）；陳皓宜（香港）
形象顏色：  黄色
14歲，基督教系私立白詰草女子學院中等部2年級生。其暱稱為「小祈（ブッキー）」。為人大方，但對自己沒自信。為了改變這樣的自己而在桃園愛的鼓勵下加入舞團。學習雖好，但卻沒有多少社會常識。由於家中經營動物醫院，所以對動物了解甚詳，夢想是繼承家裏的動物醫院並成為一名出色的獸醫。很喜歡動物，但唯一的例外是雪貂，也因此很害怕跟塔多接觸，第十話後才在機緣巧合下消除了對雪貂的恐懼並與塔多成為好友。口頭禪是「我始終相信著！」。
為了拯救遭到敵人操縱的自家醫院顧客，以「祈願」的力量醒覺而變身成鳳梨天使，跟她相配的鑰匙是深黃色（日文又稱山吹色）的「Kirun（奇嚕）」
變身口號為。
必殺技
光之美少女 治癒祈禱（Precure Healing Prayer）
雙手擺成菱形，釋放出黃色的光束淨化敵人。
光之美少女 治癒祈禱 Fresh（Precure Healing Prayer Fresh）
於第13話得到「Pine Flute（鳳梨笛）」後的強化必殺技。利用Pine Flute釋放一菱形光彈封鎖敵人，並加以淨化。將Pine Flute召喚後，說出「讓和平的祈願獲得療癒，Cure Stick，Pine Flute」再進行攻擊。
特殊能力
利用「Kirun（奇嚕）」來理解動物的語言。
伊絲／東剎那／Cure Passion（Eas／Higashi Setsuna／Cure Passion）
配音：小松由佳（日本）；李明幸、馮嘉德（DX2）、劉如蘋（DX3）（台灣）；羅杏芝→林芷筠（劇場版、DX2）→葉曉欣（Happiness報幕）（香港）
形象顏色：  红色
梅比斯總統的部下，衣著為紅黑相間。於四葉鎮外的洋館以占卜師為副業，是個冷若冰霜的美人。在偶然中與愛相遇、因此被總統指派以東剎那的身分接近桃園愛等人。對光之美少女存有敵意，但桃園愛把她當成朋友。在那奇撒基卑用盡後，她對敵人揭露自己的真實身分，並因任務失敗遭總統賜死。了解到所謂的幸福後，鑰匙的力量令她復活成為光之美少女、不再受迷宮的操縱。在愛的母親同意下，她入住桃園家、加入幸運草舞團和公立四葉中學的桃園愛班上。非常討厭吃青椒。口頭禪是「我會全力以赴的！」。
因「幸福」的力量醒覺而變身成百香果天使，跟她相配的鑰匙是紅色的「Akarun（卡嚕）」。
為光之美少女系列首位由反派倒戈的光之美少女。
變身口號為。
其真名是英文「東（East）」的變形字。
必殺技
光之美少女 幸福旋風（Precure Happiness Hurricane）
于第24话得到“Passion Harp（百香果竖琴）”。利用「Passion Harp」，讓身體不停旋轉刮起帶著羽毛的暴風封鎖敵人，並加以淨化。將Passion Harp召喚後，說出「歌頌幸運的狂想曲，Passion Harp」再進行攻擊。
特殊能力
利用「Akarun（卡嚕）」的力量，能夠瞬間移動至任何處所。
- 合體一般技

光之美少女 飛拳（Precure Punch）
雙重 光之美少女 飛拳（Double Precure Punch）
光之美少女 四重飛拳（Precure Quadruple Punch）
光之美少女 飛踢（Precure Kick）
雙重 光之美少女 飛踢（Double Precure Kick）
三重 光之美少女 飛踢（Triple Precure Kick）
光之美少女 四重飛踢（Precure Quadruple Kick）
光之美少女 組合飛踢（Precure Combination Kick）
- 合體必殺技

光之美少女 三重爆擊Fresh（Precure Triple Fresh）
三人雙手各自擺成自己代表的形狀，釋放出大量自己代表色的衝擊波淨化敵人。於光之美少女 All Stars DX電影中使用。
幸運四葉草最終舞曲（Lucky Clover Grand Finale）
正式登场于第37话。四人在召喚幸運草寶盒（Clover Box）的力量後各自生成心形光片，依次組合成四葉草外形的光盤，擲向敵人上方並巨大化，四人再一齊站上光盤，同時使敵人在光盤的中央被封鎖並淨化。
台灣的稱號譯作幸運草終結光束，香港的稱號譯作幸運草終結光束。
- 守護神天使（Cure Angel）

光之美少女全體四人於48話及Cure Peach單獨在電影版裡的終極形態。全員背後均有可伸縮的翼翅飛行，衣服顏色整體變淺，胸口的四葉草標示加上了一塊白色的葉而變成五塊葉。變身口號為「純白色的心是大家的真心！展翅高飛Fresh，Cure Angel！」。台灣代理的稱號稱作天使精靈。
電影版中為Cure Peach一人進化為Cure Angel時的招式，本篇中全體光之美少女進化為Cure Angel後可一起使用。
光之美少女 真愛之心（Precure Loving True Heart）
用自己的雙手擺成心型，於身後做出一個巨大心型光盾釋放光芒淨化邪惡能量。
光之美少女 真愛之心 Fresh（Precure Loving True Heart Fresh）
在胸口中冒出愛心，再聚集成力量後，變成無限的愛擺成心型，於身後做出一個超巨大心型光束釋放光芒淨化邪惡能量。

### 甜蜜王國（Sweets Kingdom）
位於不同於主角世界的另一次元，國內主要居民為妖精，其方言接近日本的關西腔。
塔多（Tarte）
配音：松野太紀（日本）；何志威、李景唐（DX1）、吳文民（DX2）（台灣）；黃啟昌（香港）
形象顏色：  水色
甜蜜王國的使者，前來尋找傳說戰士光之美少女並負責照顧希風。有著類似雪貂的外形，平時以桃園家的寵物身分作為掩護，另外在薰仔的店耍雜攬客以賺取甜甜圈。常杞人憂天，但聽到感人故事就會落淚，也很憂心主角們是否能兼顧戰士的使命與跳舞願景。其實際身分為甜蜜王國的王子。
名稱源自於英文「撻」。
希風（Chiffon）
配音：興梠里美（日本）；傅其慧（台灣）；林元春（香港）
形象顏色：  粉红色（  黄色）
在甜蜜王國被長老收養，來歷不明的女嬰。額頭的標誌一發光就能發揮特殊能力，例如讓周遭物品飄浮，並能夠感知到敵人的力量，甚至能中止那奇撒基卑的機能。年幼而有點任性，興趣是以特殊能力作弄別人。平時在桃園愛家假裝當成毛絨玩偶。
與變身鑰匙及光之美少女的力量有不明的關聯，且在光之美少女的力量提升時會隨之成長：經Pirun（皮嚕）強化後可以進食固體食物，經Kirun（奇嚕）強化後可以說話；並可利用Blun（普嚕）穿上不同的衣服。
故事後期不幸儲存計儲滿後顯現本身擁有無限記憶體（Infinity），在不幸時會維持喪失意識的夢遊狀態，可使用幸運草寶盒暫時復原。最後被光之美少女 真愛之心 Fresh 給恢復正常，並以後不再受到迷宮的控制。
名稱源自於英文「戚風蛋糕」。
提拉米蘇長老（Tiramisu）
配音：緒方賢一（日本）；蔣鐵城（台灣）；陳永信（香港）
甜蜜王國的長老、最初收養希風的人。為了阻止迷宮的陰謀而帶著希風到森林中解除四枚「Pickrun」的封印，並派塔多和希風去尋找傳說中的戰士光之美少女。個性好色。
名稱源自於意大利文「提拉米蘇」。
阿茲奇娜（Azukina）
配音：一色真由（日本）；詹雅菁（台灣）；高可慧（香港）
形象顏色：  粉红色
塔多的未婚妻，全身粉紅色，左耳及頸項有五片櫻花花瓣的松鼠形生物，衷心期待塔多歸來王國，曾錯把傳說中的魔人的封印解除了。
在王國被「迷宮」征服後，成為唯一的生還者，之後跟隨光之美少女和塔多前往「迷宮」。
台灣、香港代理譯名為「阿茲娜」。
名稱源自於日文「豆沙(Azuki)」。
沃夫（Waffle）
配音：堀本等（日本）；招世亮（香港）
甜蜜王國君主。過去由其王室記載與提拉米蘇長老預知未來發生的災難及光之美少女傳說。
名稱源自於英文「窩夫」。
玛德莲（Madeleine）
配音：熊谷妮娜（日本）；林元春（香港）
甜蜜王國王后。沃夫之妻。
名稱源自於法文「瑪德蓮蛋糕」。

### 管理國家「迷宮」（Labyrinth）
由梅比斯總統統治，企圖征服包括甜蜜王國和地球在內的所有平行世界的邪惡國度，該國全體國民的身體和心靈均受到梅比斯總統一夥的全程嚴密監控，任何試圖想擁有獨立思想者均將被視為叛逆分子和棄卒殺死。最後三幹部的改邪歸正及被光之美少女等人的協助下所有被控制的人恢復正常，加上梅比斯的自殺攻擊而覆滅。

#### 首領
梅比斯（Moebius）
配音：西村知道（日本）；蔣鐵城（台灣）；朱子聰（香港）
本作主要反派，管理國家「迷宮」的總統。以征服全部的平行世界為目的，由其他世界收集不幸與痛苦，令不幸計滿量，以求得到控制所有平行世界所必須、擁有無限容量的記憶體「infinity」，因此將三位幹部傳送至桃園愛的世界。雖身為領袖，當伊絲即將無法承受卡片造成的傷害時，他表示並不在意捨棄失去利用價值的部下。
真正身份是一部由「迷宮」國民製造出來的超級電腦，因認為「迷宮」的人太依賴他而決定乾脆「管理」他們，製造出諾莎（植物類）、克萊（爬蟲類）。最終，為了消滅光之美少女，而進行自爆的自殺攻擊，與其同歸於盡（但是，最終失敗，因為光之美少女在爆炸前最後一刻逃脫）。
後來在STMM中被索爾希埃爾的魔力以一般型態復活，最終與杜恩一同現身並自爆。
繼《光之美少女Splash Star》的葛亞和《Yes! 光之美少女5GoGo!》的館長後第三個在最終決戰後徹底消失的反派首領。
其名字源自數學上代表無窮大的莫比乌斯带（Möbius strip或者Möbius band）。

#### 高層
克萊（Cline）
配音：樋渡宏嗣（日本）；何志威（台灣）；雷霆（香港）
總統梅比斯的左右手，負責監視收集不幸的幹部並向梅比斯報告其戰績與收集的光之美少女情報。外貌是中年男子，衣著與韋斯達同樣是黃黑相間，胸口的那基華米基菱形為深藍色，戰鬥時會變作龍的樣子，實力高強，曾令光之美少女陷於苦戰。
名字的由來可能是英文「哭泣（crying）」，另一說法是取自提出無定向性平面「克萊因瓶」的德國數學家菲利斯‧克萊因。
諾莎／北那由他（Northa）
配音：渡邊美佐（日本）；傅其慧（台灣）；黃玉娟（香港）
本作第二反派，於第36話登場。梅比斯總統的部下中的最高級幹部。因梅比斯總統認為先前派遣幹部已沒用處，所以請克萊差遣而來協助。擁有製造空間狹門及操控植物生死的能力，在她的房間裏有一盆可以長出"索列塔西"果實的盆栽。在最後一戰時親自吞下"索列塔西"而怪物化。
後來在DX2中復活，在精靈樂園先與苺天使交戰，後與舞天使交戰，最後超獸化和深海合體。
其真名是英文「北（North）」的變形。
以上兩人最終在49話被光之美少女 真愛之心給消滅並且變回兩人的真面目。

#### 三幹部
伊絲／東雪奈（Eas）
#光之美少女（Precure）参照。
威斯特／西隼人（Wester）
配音：松本保典（日本）；何志威（台灣）；伍博民（香港）
梅比斯總統的部下，衣著為黃黑相間。身型健碩，擅於肉搏戰。出戰次數較多，但取得的成績比其餘兩位幹部差。經常到街上觀察路人，尋找更有效收集不幸的方法，卻總是不得要領、甚至無意間幫助到旁人。頭腦比較笨，於第十二話不幸變幸運，作戰失敗，也因此經常被其他兩位幹部輕視。偽裝為一般人時的外型很受女性歡迎。最後和撒烏拉一起協助光之美少女對抗梅比斯。
其真名是英文「西（West）」的變形。
桑拉／南瞬（Souler）
配音：鈴村健一（日本）；蔣鐵城（台灣）；周良鴻（香港）
梅比斯總統的部下，衣著為綠黑相間。長髮美男子，擅用武器及計謀的策略家。個性和伊絲同樣冷酷，執著於知識，對人類的感情並不放在眼裡。最後和威斯特一起協助光之美少女對抗梅比斯。
其真名是英文「南（South）」的變形。

#### 怪物
那基華米基（Nakewameke）
配音：中野慎太郎（日本）；何志威（台灣）；蕭徽勇（香港）
「迷宮」使用的第一刺客物質，原形為菱形寶石圖案的卡狀物，能附身於物體或動物上並改變其形態。被打敗後蒸發消失。伊絲所持有的為紅色，威斯特所持有的為黃色，撒烏拉所持有的為綠色。原文與「哭吧、叫吧」諧音。港譯為納克美克。
那奇撒基卑（Nakisakebe）
配音：中野慎太郎（日本）；何志威（台灣）；蕭徽勇（香港）
「迷宮」第二刺客物質，是總統賦予伊絲的那基華米基實驗中的強化型。原形為分成四部份的三角形卡狀物，每一次使用時卡上的眼睛會打開，打敗後消耗其中一張。可附身於那基華米基形成的怪物上加強其力量，亦可如那基華米基那樣直接附於物體上。在發動後使用者手背上會出現與卡片相同的徽記，將所受傷害將全數轉移到使用者身上，讓使用者承受極大的痛楚，甚至有機會因此失去性命或成為廢人。原文與「大聲哭喊」諧音。
索列塔西（Sorewatase）
配音：中野慎太郎（日本）；何志威（台灣）；朱子聰（香港）
「迷宮」的第三刺客物質。原型為不幸液澆灌所生長出來的球體果實，使用時變為人形狀再逐漸巨大成怪物。若初型態的怪物吞噬那基華米基便開始轉換型態，第二型態擁有被吞噬的那基華米基屬性、特徵，且力量更為強大，也可以像那基華米基一樣直接附身於物體上。被打敗後爆裂三次消失。原文與「給我交出來」諧音。
霍霍伊米娜（Hohoemina）
配音：中野慎太郎（日本）；袁淑珍（香港）
劇末桑拉和威斯特以白色的卡片創造的刺客物質，性質與那基華米基相反，樂意輔助主人與光之美少女的戰鬥。名字之意為「歡笑」，台灣翻譯為微笑米娜，港譯為笑面盈盈。

### 主角們的親友

#### 主角的親人

##### 桃園家
桃園步美（Momozono Ayumi）
配音：冰上恭子（日本）；詹雅菁（台灣）；沈小蘭、林元春（代配）（香港）
桃園愛的母親，職業為超級市場收銀員。過去曾奪得四葉鎮小姐的頭銜，非常討厭吃菠菜。
桃園圭太郎（Momozono Keitarou）
配音：高瀨右光（日本）；何志威（台灣）；伍博民→雷霆（香港）
桃園愛的父親。任職假髮開發及設計，與小愛一樣討厭吃紅蘿蔔。
桃園源吉（Momozono Genkichi）
配音：麥人（日本）；蔣鐵城（台灣）；招世亮（香港）
桃園愛的祖父，步美的生父，為曾經存在的桃園塌塌米店主，十年前去世，對桃園愛的童年有著很深的影響。

##### 蒼乃家
蒼乃麗美（Aono Remi）
配音：雨蘭咲木子（日本）；林美秀（台灣）；黃玉娟（香港）
蒼乃美希的母親，家中經營美髮及美甲沙龍。過去曾是紅極一時的明星。
一條和希（Ichijo Kazuki）
配音：KENN（日本）；蔣鐵城（台灣）；張裕東（香港）
蒼乃美希的弟弟（第九話後），亦就讀鳥越學園。父母離婚後與父親同居。經常與美希私下見面，被美希利用來驅趕追求者。小時候是個愛哭鬼，由於身體不是很好而有點悲觀，希望將來能成為醫生。

##### 山吹家
山吹正（Yamabuki Naoko）
配音：木村雅史（日本）；何志威（台灣）；招世亮（香港）
山吹祈里的父親，是位有仁德的獸醫，對祈里影響頗深。
山吹尚子（Yamabuki Tadashi）
配音：根谷美智子（日本）；李明幸（台灣）；黃玉娟→林元春（香港）
山吹祈里的母親，和丈夫一起在獸醫院工作。

#### 主角的同學與朋友
阿薰（Kaoru）
配音：前田健（日本）；蔣鐵城（台灣）；張錦江→葉振聲（香港）
於桃園愛三人練舞的公園中販售甜甜圈的叔叔。經常出言指導及鼓勵桃園愛等人，也是少數與塔多、希風熟識的人類之一。有關他本名、年齡、住址來歷皆不詳（於電影版設定集提到其本名為橘薰），有包含王室保鑣和賽車手等眾多特殊職業的神秘過去。
知念美雪（Chinen Miyuki）
配音：飯塚雅弓（日本）；詹雅菁（台灣）；朱妙蘭（香港）
17歲，舞團「Trinity」的隊長，沖繩出身，桃園愛的憧憬對象。受那基華米基襲擊時被桃園愛所救，為感謝桃園愛而教導桃園愛三人舞蹈。一度被認定是光之美少女的人選，塔多私自決定請求她成為光之美少女，但卻被美雪以工作無法兼顧為由一口拒絕。後在舞蹈大賽目睹愛等人變身，因此一起隱瞞光之美少女的秘密。
玲香
配音：世戶沙織（日本）；余欣沛（香港）
舞團「Trinity」的成員，髮型是金色短髮。
奈奈
配音：一色真由（日本）；沈小蘭（香港）
舞團「Trinity」的成員，髮型是淡橙色長髮。
知念大輔（Chinen Daisuke）
配音：新垣樽助（日本）；蔣鐵城（台灣）；周倚天（香港）
桃園愛的同學。與桃園愛經常意見不合吵架，但其實很關心桃園愛。實為美雪的弟弟，能提供Trinity的情報及表演入場券，曾將美雪的行程表洩露給桃園愛三人。暑假過後為校內棒球社的主投。
澤裕喜（Sawa Yuuki）
配音：植田真介（日本）；何志威（台灣）；曹啟謙（香港）
桃園愛的同學，喜好異性但一直交不到女朋友。對美希抱有好感而展開追求，可是襄王有心神女無夢。暑假過後為校內棒球社的捕手。
御子柴健人（Mikoshiba Kento）
配音：豐永利行（日本）；蔣鐵城（台灣）；周良鴻（香港）
桃園愛的同學，個性內向溫吞。裕子柴財團的繼承人，對祈里有好感。
由美
配音：一色真由（日本）；李明幸（台灣）；林元春（香港）
桃園愛的同學，喜歡麻生學長。經桃園愛撮合下成為一對情侶。

### 其他
麻生
配音：松野太紀（日本）；何志威（台灣）；周倚天（香港）
四葉中學三年級學長，已轉學。
小武
配音：林丹鳳（香港）
千香
配音：天野由梨（日本）；成瑤孆（香港）
在第十八話中和希醫院就診時邂逅，長期住院的女孩，是光之美少女的崇拜者，收集了大量光之美少女的雜誌剪報。對希風愛不釋手，亦是第一個知道希風是生物的外人。得到了希風及光之美少女的鼓勵後消除了動手術的恐懼。
奧黛麗（若林正恭、春日俊彰）
配音：奧黛麗（若林正恭、春日俊彰）（日本）；何志威、蔣鐵城（台灣）；關令翹、雷霆（香港）
於第二十七話登場的真人客串，擔任漫才大賽的表演嘉賓。與塔多於街上偶然相遇，於桃園愛一行人因意外混入表演時鼓勵她們。在光之美少女受到攻擊後出手解圍，得知光之美少女四人身份並答應保守秘密，香港將其名譯為「大路行」。
茱莉亞諾
配音：平松晶子（日本）；李明幸（台灣）；謝潔貞（香港）
於第二十九話登場，快感國王室成員保鑣，阿薰的同事。
傑佛利
配音：渡邊久美子（日本）；傅其慧（台灣）；高可慧（香港）
於第二十九話登場，快感國王子，有能使大家變得幸福的笑容。因為感覺得不到父王及母后的關心而帶著寶石「波塞冬的冷汗」出走，期間遇到桃園愛四人。曾一度成為捕鼠的人質，於被救後與雙親和好。
捕鼠
配音：中村秀利（日本）；朱子聰（香港）
於第二十九話登場，一直偽裝成快感國王室管家的大盜，目標是奪得寶石「波塞冬的冷汗」。
動物吉田
配音：菊池正美（日本）；蔣鐵城（台灣）；朱子聰（香港）
於第三十話登場，電視節目《偵探寵物特訊》的主持人。於山吹寵物醫院帶寵物小狗小丸看診時，偶然發現塔多只是類似雪貂的生物並偷拍下來，節目播出後造成一時的騷動。
岩月老師
配音：（日本）
四葉中學教師，桃園愛的班主任。
大倉山恵
於第九話登場。
夫婦坂涼子
於第九話登場。

## 光之美少女的用具
變身鑰匙（Pickrun）和變身手機（Linkrun）
用Pickrun打開Linkrun後變身為光之美少女。每個Pickrun有不同的功能, 光之美少女的變身手機原是光之美少女(除了百香果天使) 的手提電話當Pickrun進入手機時會把光之美少女的手機變做變身手機，就算變了變身手機還可以當普通手機來打電話聯絡以及發郵件和拍照。
光之美少女杖（Cure Stick）
第8集、第13集和第17集開始出現，光之美少女的武器，桃天使的為「愛情神杖（Peach Rod）」，莓天使的為「希望聖劍（Berry Sword）」，鳳梨天使的為「祈願長笛（Pine Flute）」。
（台灣的翻譯有「七彩魔法棒」與「幸福魔法棒」兩種）
百香果豎琴／幸運豎琴（Passion Harp）
第24集開始出現，百香果天使的武器，與其他三人的武器不同。
幸運草寶盒（Clover Box）
第38集出現。給予光之美少女新力量，奏出的音樂可以使變成夢遊狀態的希風暫時復原。

## 電視動畫
日本
「光之美少女：幸福精靈Fresh!」（フレッシュプリキュア！）
- 播放電視台及時間：朝日電視台、逢星期日早上8時30分至9時
- 播放日期：2009年2月1日－2010年1月31日 全50話

台灣
「幸福精靈FRESH！」
- 播放電視台及時間：東森幼幼台、逢星期五下午5時30分至6時，以國語配音播出。
- 播放日期：2011年5月27日－2012年5月4日 全50話

香港
「光之美少女：幸福精靈」
- 播放電視台及時間：翡翠台、逢星期六、日下午5時至5時30分，以粵語配音播出。
- 播放日期：2011年12月10日－2012年5月27日 全50話

### 各話標題
| 話數 | 標題（日文原文） | 標題（台灣東森幼幼台翻譯）             | 標題（香港翡翠台翻譯）             | 劇本     | 演出                | 作畫監督   | 美術       | 日本放送日    | 香港放送日      | 香港重播放送日 |
| ---- | ---------------- | -------------------------------------- | ---------------------------------- | -------- | ------------------- | ---------- | ---------- | ------------- | --------------- | -------------- |
| 1    |                  | 幸福精靈FRESH!愛情精靈誕生!!           | 愛情精靈Fresh！Cure Peach誕生！！  | 前川淳   | 志水淳兒            | 爲我井克美 | 行信三     | 2009年 2月1日 | 2011年 12月10日 | 2013年 7月14日 |
| 2    |                  | 幸福精靈FRESH!希望精靈誕生!!           | 希望精靈Fresh！Cure Berry誕生！！  | 前川淳   | 岩井隆央            | 飯飼一幸   | 增田龍太郎 | 2月8日        | 12月11日        | 7月20日        |
| 3    |                  | 幸福精靈FRESH!祈願精靈誕生!!           | 祈願精靈Fresh！Cure Pine誕生！！   | 前川淳   | 川田武範            | 高橋任治   | 須和田真   | 2月15日       | 12月17日        | 7月21日        |
| 4    |                  | 希風迷路了?小鎮大騷動!!                | 希風迷路？引發騷動！！             |          | 石平信司 田中裕太   | 飯島秀一   | 飯島由樹子 | 2月22日       | 12月18日        | 7月27日        |
| 5    |                  | 興奮的遊樂園之行!心跳的約會感覺!?      | 去遊樂場玩！興奮又緊張！？         | 柿原優子 | 三塚雅人            | 奥山美佳   | 井芹達朗   | 3月1日        | 12月24日        | 7月28日        |
| 6    |                  | 消失的漢堡!守護心愛的東西吧!!          | 漢堡扒消失了！要守護心愛的東西！！ | 山下憲一 | 座古明史            | 河野宏之   | 飯島由樹子 | 3月8日        | 12月25日        | 8月3日         |
| 7    |                  | 伊絲與小愛 友情的幸運草!               | 剎那和小愛 友情四葉草！            | 成田良美 | 山崎和男 黒田成美   |            | 井芹達朗   | 3月15日       | 12月31日        | 8月4日         |
| 8    |                  | 希風的大危機!愛情的新力量!!            | 希風陷入大危機！Peach的新力量！！  | 廣田光毅 | 長峯達也            | 宮本繪美子 | 須和田真   | 3月22日       | 2012年 1月1日   | 8月17日        |
| 9    |                  | 美希的夢想 我不當幸福精靈了!!          | 美希的夢想 我不做Precure了！！     | 前川淳   | 小村敏明            | 川村敏江   | 飯島由樹子 | 3月29日       | 1月7日          | 8月18日        |
| 10   |                  | 塔多變祈里 祈里變塔多!?                | 塔多是祈里 祈里是塔多！？          |          | 石平信司 三塚雅人   | 飯飼一幸   | 井芹達朗   | 4月5日        | 1月8日          | 8月24日        |
| 11   |                  | 美雪的憤怒!再也不教我們跳舞了!?        | 美雪的怒火！以後不再教跳舞！？     | 柿原優子 | 川田武範            | 伊藤智子   | 中村光毅   | 4月12日       | 1月14日         | 8月25日        |
| 12   |                  | 大家一起變身!蓬蓬頭大作戰!!            | 大家都變身！飄逸大作戰！！         | 山下憲一 | 松本理惠            | 爲我井克美 | 井芹達朗   | 4月19日       | 1月15日         | 8月31日        |
| 13   |                  | 希風生病了!?祈願的新力量!!             | 希風生病了！？Pine的新力量！！     | 成田良美 | 岩井隆央            | 高橋任治   | 飯島由樹子 | 4月26日       | 1月21日         | 9月1日         |
| 14   |                  | 第四位幸福精靈!?尋找卡嚕!!             | 第四個Precure！？尋找卡嚕！！      | 廣田光毅 | 三塚雅人            | 河野宏之   | 須和田真   | 5月3日        | 1月22日         | 9月7日         |
| 15   |                  | 伊絲與小愛 互相體諒的心!               | 剎那和小愛 關顧對方的心！          | 前川淳   | 座古明史            | 飯島秀一   | 飯島由樹子 | 5月10日       | 1月28日         | 9月8日         |
| 16   |                  | 恐怖的文化祭! 黑夜裡學校響起的腳步聲!! | 恐怖的文化祭！學校夜晚的腳步聲！！ |          | 黑田成美            | 奥山美佳   | 井芹達朗   | 5月17日       | 1月29日         | 9月14日        |
| 17   |                  | 把希風交給我吧!希望的新力量!!          | 照顧希風！Berry的新力量！！        | 柿原優子 | 八島善孝 田中裕太   |            | 飯島由樹子 | 5月24日       | 2月4日          | 9月15日        |
| 18   |                  | 想跟幸福精靈見面! 小女孩的心願!!       | 想見Precure！小女孩的心願！！      | 山下憲一 | 長峯達也            | 青山充     | 中村光毅   | 5月31日       | 2月5日          | 9月21日        |
| 19   |                  | 新的卡牌! 伊絲的新力量!!               | 新卡！伊絲的新力量！！             | 成田良美 | 川田武範            | 川村敏江   | 須和田真   | 6月7日        | 2月11日         | 9月28日        |
| 20   |                  | 舞蹈與幸福精靈…到底要選哪個?           | 跳舞與Precure…該如何選擇？         | 廣田光毅 | 小村敏明 三塚雅人   | 飯飼一幸   | 井芹達朗   | 6月14日       | 2月12日         | 9月29日        |
| 21   |                  | 第四位幸福精靈就是妳!!                 | 第四個Precure，是你了！！          |          | 岩井隆央            | 宮本絵美子 | 飯島由樹子 | 6月28日       | 2月18日         | 10月5日        |
| 22   |                  | 伊絲與小愛 妳就是伊絲嗎!?              | 剎那和小愛 你就是伊絲！？          | 成田良美 | 松本理惠            | 河野宏之   | 增田龍太郎 | 7月5日        | 2月19日         | 10月6日        |
| 23   |                  | 伊絲的末日 幸運精靈誕生!!              | 伊絲的終結 Cure Passion誕生！！    | 前川淳   | 石平信司 黑田成美   | 伊藤智子   | 井芹達朗   | 7月12日       | 2月25日         | 10月12日       |
| 24   |                  | 伊絲的煩惱 我不能成為妳們的伙伴!       | 剎那的煩惱 不可以成為同伴！        | 伊藤睦美 | 座古明史            | 香川久     | 飯島由樹子 | 7月19日       | 2月26日         | 10月13日       |
| 25   |                  | 伊絲對幸運精靈!?我要重獲新生!!         | 伊絲對Passion！？我已經重生了！！  |          | 川田武範            | 飯島秀一   | 須和田真   | 7月26日       | 3月3日          | 10月19日       |
| 26   |                  | 四顆心!我也想跳舞！！                  | 四顆心!我也想跳舞！！              | 山下憲一 | 三塚雅人            | 青山充     | 井芹達朗   | 8月2日        | 3月4日          | 10月20日       |
| 27   |                  | 夏天!嘉年華!奧黛麗!!                   | 夏日！祭典！大路行！！             |          | 岩井隆央            | 川村敏江   | 增田龍太郎 | 8月9日        | 3月10日         | 10月26日       |
| 28   |                  | 珍貴的記憶!和外公相處的回憶!!          | 重要的記憶！與外公的回憶！！       | 成田良美 | 小村敏明            |            | 飯島由樹子 | 8月16日       | 3月11日         | 10月27日       |
| 29   |                  | 謎樣的男子!阿薰的真實身份!?            | 謎樣男人！阿薰的真正身份！？       | 廣田光毅 | 石平信司 松本理惠   | 奥山美佳   | 井芹達朗   | 8月23日       | 3月17日         | 11月2日        |
| 30   |                  | 塔多千鈞一髮!身分即將曝光!?            | 塔多千鈞一髮！暴露真正身份！？     | 山下憲一 | 長峯達也            | 飯飼一幸   | 飯島由樹子 | 8月30日       | 3月18日         | 11月3日        |
| 31   |                  | 小愛與大輔 和好如初的方法!             | 小愛和大輔 和解的方法！            | 伊藤睦美 | 黑田成美            | 河野宏之   | 須和田真   | 9月6日        | 3月24日         | 11月9日        |
| 32   |                  | 再見了!塔多與希風!!                    | 再見了！塔多、希風！！             | 廣田光毅 | 八島善孝 田中裕太   | 伊藤智子   | 井芹達朗   | 9月13日       | 3月25日         | 11月23日       |
| 33   |                  | 美希和伊絲害怕的東西!                  | 美希和剎那最怕之物！               | 成田良美 | 織本                | 青山充     | 增田龍太郎 | 9月20日       | 3月31日         | 11月24日       |
| 34   |                  | 無限記憶體出現!把明天要回來!!          | 無限出現！要取回明天！！           | 前川淳   | 川田武範            | 飯島秀一   | 飯島由樹子 | 9月27日       | 4月1日          | 11月30日       |
| 35   |                  | 希風所隱藏的秘密!                      | 希風，隱藏的秘密！                 | 前川淳   | 石平信司 松本理惠   |            | 井芹達朗   | 10月4日       | 4月7日          | 12月1日        |
| 36   |                  | 新的敵人!她的名字叫諾莎!!              | 新敵人！諾莎！！                   |          | 大塚隆史            | 香川久     | 飯島由樹子 | 10月11日      | 4月8日          | 12月7日        |
| 37   |                  | 守護希風!幸福精靈的新力量!!            | 要保護希風！Precure的新力量！！    | 山下憲一 | 小村敏明            | 奥山美佳   | 須和田真   | 10月18日      | 4月14日         | 12月8日        |
| 38   |                  | 尋找幸運草寶盒!!                       | 尋找幸運草寶盒！！                 | 廣田光毅 | 岩井隆央            | 川村敏江   | 井芹達朗   | 10月25日      | 4月15日         | 12月14日       |
| 39   |                  | 禁止吵架?沖繩研修之旅!!                | 禁止吵架？沖繩旅行！！             | 成田良美 | 松本理惠            | 青山充     | 增田龍太郎 | 11月8日       | 4月21日         | 12月15日       |
| 40   |                  | 伊絲與小愛 媽媽有危險了!               | 剎那和小愛 媽媽有危險！            | 伊藤睦美 | 座古明史 黑田成美   | 伊藤智子   | 飯島由樹子 | 11月15日      | 4月22日         | 12月21日       |
| 41   |                  | 祈里與健人的海上派對!                  | 船上宴會！                         |          | 川田武範            | 飯飼一幸   | 井芹達朗   | 11月22日      | 4月28日         | 12月22日       |
| 42   |                  | 來自迷宮國的邀請函!                    | 迷宮的邀請信！                     | 山下憲一 | 長峯達也            | 河野宏之   | 杉浦正一郎 | 11月29日      | 4月29日         | 12月28日       |
| 43   |                  | 拯救世界!幸福精靈對戰迷宮國!!          | 拯救世界！Precure對迷宮！！        | 廣田光毅 | 大塚隆史            |            | 吉井俊雄   | 12月6日       | 5月5日          | 12月29日       |
| 44   |                  | 詭異的草笛!被奪走的希風!!              | 奇怪笛聲！希風被擒！！             | 前川淳   | 八島善孝 田中裕太   | 飯島秀一   | 井芹達朗   | 12月13日      | 5月6日          | 2014年 1月4日  |
| 45   |                  | 我們是幸福精靈!聖誕夜的離別!!          | 四個人是Precure！平安夜出征！！    | 前川淳   | 黑田成美            | 奥山美佳   | 須和田真   | 12月20日      | 5月12日         | 1月5日         |
| 46   |                  | 桑拉與威斯特 最後決戰!!                | 桑拉和威斯特 最後之戰！！          | 成田良美 | 岩井隆央            | 川村敏江   | 猿谷勝己   | 2010年 1月3日 | 5月13日         | 1月11日        |
| 47   |                  | 世界即將改變!甜甜圈製造的奇蹟!!        | 世界改變！甜甜圈引發的奇蹟！！     |          | 川田武範            | 伊藤智子   | 井芹達朗   | 1月10日       | 5月19日         | 1月12日        |
| 48   |                  | 最終決戰!天使精靈誕生!!                | 最終決戰！Cure Angel誕生！！       | 山下憲一 | 志田直俊 三塚雅人   |            | 吉井俊雄   | 1月17日       | 5月20日         | 1月18日        |
| 49   |                  | 驚異的事實!梅比斯現出原形!!            | 令人震驚的真相！梅比斯的真面目！！ | 廣田光毅 | 門倉小平太 田中裕太 | 河野宏之   | 井芹達朗   | 1月24日       | 5月26日         | 1月19日        |
| 50   |                  | 笑容洋溢!大家一定要得到幸福喔!         | 好多笑臉！大家都得到幸福！         | 前川淳   | 座古明史            | 香川久     | 猿谷勝己   | 1月31日       | 5月27日         | 1月25日        |

### 製作人员
- 企畫：西出將之（ABC）、松下洋子（ADK）、關弘美
- 製作人：吉田健一郎（ABC）、鶴崎りか（ADK）、梅澤淳稔
- 原作：東堂泉
- 連載：講談社（漫画：上北雙子）
- 系列導演：志水淳兒、座古明史（第16話起）
- 系列構成：前川淳
- 音樂：高梨康治
- 製作擔當：坂井和男
- 美術設計：行信三
- 彩色設計：佐久間子
- 人物設計：香川久
- 制作協力：東映
- 制作：ABC、ADK、東映動畫

### 主題曲
片頭曲
「Let's！フレッシュプリキュア！」（第1話～第25話）
作詞：六見純代，作曲：高取秀明，編曲：龜山耕一郎，歌：茂家瑞季
- 特別版片頭曲

第7話至第10話片頭曲有使用到「光之美少女 All Stars DX 大家都是朋友☆奇蹟的全員大集合！」的部分畫面。
「Let's！フレッシュプリキュア！〜Hybrid ver.〜」（第26話～第36話、第43話～第50話）
作詞：六見純代，作曲：高取，編曲：龜山耕一郎、村田昭，歌：茂家瑞季
「Let's！フレッシュプリキュア！〜Hybrid ver.〜for the Movie」（第37話～第42話）
作詞：六見純代，作曲：高取，編曲：龜山耕一郎、村田昭、水谷廣美，歌：茂家瑞季、光之美少女們
- 特別版片頭曲

第37話至第42話片頭曲有使用到「電影 FRESH光之美少女！ 玩具王國有很多秘密！？」的部分畫面，并改用電影版後期片頭曲。
片尾曲
「You make me happy！」（第1話～第25話）
作詞：六見純代，作曲：marhy，編曲：龜山耕一郎，歌：林桃子
「H@ppy Together！！！」（第26話～第50話）
作詞：六見純代，作曲：marhy，編曲：村田昭、marhy，歌：林桃子
台灣片尾曲「You make me happy！」
作詞：六見純代，作曲：marhy，編曲：龜山耕一郎，主唱：蔡頤榛、蔡芷紜
- 本作在片尾曲首次使用全3D動畫，並且在此作之後的光之美少女片尾曲全部均為3D動畫。由幫薰仔配音的搞笑藝人前田健（日语：前田健 (タレント)）擔任故事中跳舞的創作和動作，亦作為片尾曲的舞蹈。

### 播放電視台
| 播放地區       | 播放電視台   | 播放日期                      | 播放時間             | 所屬聯播網     | 備註      |
| -------------- | ------------ | ----------------------------- | -------------------- | -------------- | --------- |
| 近畿廣域圈     | 朝日放送     | 2009年2月1日 - 2010年1月31日  | 星期日 8:30 - 9:00   | 朝日電視台系列 | 同時      |
| 關東廣域圈     | 朝日電視台   | 2009年2月1日 - 2010年1月31日  | 星期日 8:30 - 9:00   | 朝日電視台系列 | 同時      |
| 中京廣域圈     | 名古屋電視台 | 2009年2月1日 - 2010年1月31日  | 星期日 8:30 - 9:00   | 朝日電視台系列 | 同時      |
| 鳥取縣、島根縣 | 山陰放送     | 2009年2月7日 - 2010年2月6日   | 星期六 11:15 - 11:45 | TBS系列        | 延遲6日   |
| 宮崎縣         | 宮崎放送     | 2009年7月21日 - 2010年7月13日 | 星期二 15:30 - 16:00 | TBS系列        | 延遲170日 |

| 台灣 東森幼幼台 星期五 17:30-18:00節目      | 台灣 東森幼幼台 星期五 17:30-18:00節目 | 台灣 東森幼幼台 星期五 17:30-18:00節目 |
| ------------------------------------------- | -------------------------------------- | -------------------------------------- |
|                                             | (2011年5月27日－2012年5月4日)          |                                        |
| 海綿寶寶 重播                               | 海綿寶寶 重播                          |                                        |
| 台灣 東森幼幼台 星期三 03:45-05:00節目      |                                        |                                        |
| 光之美少女 甜蜜天使！電影版花之都時尚大作戰 | 玩具王國的秘密(2013年7月31日)          | 蠟筆小新-前進武士城 (03:30-05:00)      |

| 香港 翡翠台 期六、日 17:00-17:30節目 | 香港 翡翠台 期六、日 17:00-17:30節目          | 香港 翡翠台 期六、日 17:00-17:30節目                                     |
| --- | --------------------------------------------- | ------------------------------------------------------------------------ |
| | (2011年12月10日－2012年5月27日)               |                                                                          |
| 每日媽媽 | 我家3姊妹II                                   |                                                                          |
| 香港 翡翠台 星期六、日 16:00-16:30節目 2013年8月4日 16:05-16:30 2013年9月29日16:05-16:35 2013年8月10日、8月11日、9月22日、11月10日至11月17日停播 |                                               |                                                                          |
| GA藝術科 重播 | 重播 (2013年7月14日－2014年1月25日)           | Battle Spirits 少年激霸 重播                                             |
| 香港 TVB兒童台 星期五 10:00-11:30節目 |                                               |                                                                          |
| Yes!光之美少女GoGo－甜品王國 | 光之美少女－決戰玩具魔王 (2014年12月26日)     | 無                                                                       |
| 香港 翡翠台 星期二 09:10-10:45節目 |                                               |                                                                          |
| 交易現場滬港互通金曲挑戰站快樂長門人楚留香 重播 (09:00 - 11:00)                                                                                | 光之美少女－決戰玩具魔王 (2015年4月7日)       | 交易現場滬港互通金曲挑戰站快樂長門人楚留香 重播 (09:00 - 11:00)          |
| 香港 翡翠台 星期五 09:10-10:45節目 |                                               |                                                                          |
| 交易現場超級勁歌推介快樂長門人西遊記（貳） 重播女相 重播 (09:00 - 11:30)                                                                       | 光之美少女－決戰玩具魔王 重播 (2016年9月16日) | 交易現場超級勁歌推介快樂長門人西遊記（貳） 重播女相 重播 (09:00 - 11:30) |

## 劇場版

### 電影 FRESH光之美少女！ 玩具王國有很多秘密！？
「心中愛的光芒！為了保護大家最重要的東西，光之美少女奇蹟的大變身！！」
- 日本上映日期：2009年10月31日

#### 故事簡介
愛、美希、祈里和剎那四人舉行睡衣派對的夜晚中，鎮上的玩具一而再的消失。突然間愛的娃娃「兔寶寶」竟從櫥櫃裡走出來，並且告訴她們說孩子們的玩具不斷消失的原因，是因為想征服世界的「玩具魔神」的詭計。好不容易來到了眾多玩具的故鄉「玩具王國」（Land of Toys），可是玩具魔神卻用眾多的秘密機關設法奪取光之美少女。兔寶寶跟隨著玩具們消失，許多孩子悲痛的哭聲傳達到愛的耳中，此時愛才想起在國小三年級時將兔寶寶遺忘在櫥櫃中的事情，但問題是兔娃娃現在到底在哪裡，又該如何平息玩具魔神的憤怒呢？

#### 登場人物
兔寶（Usapyon）
配音：鶴弘美（日本）；何晶晶（香港）
桃園愛兒時的玩伴，是個兔子布娃娃。左耳的棉花露出來外表破破爛爛，不過愛並不想丟棄她。愛在9歲時將她放在櫥櫃裡頭而忘記了。自從發生了玩具消失的怪事件後，便在大家面前現身，帶領大家前往玩具王國。
玩具魔神（Toymajin）
配音：鹽屋浩三（日本）；梁偉德（香港）；陳彥鈞（DX3）（台灣）
居於玩具王國的魔人。對於孩子們把玩具扔掉的事非常震怒，立志要對孩子們報復，想從孩子們手上奪取玩具。由於兔寶寶帶領光之美少女來到玩具王國，所以怕計畫失敗而與光之美少女搏鬥。其真實身分為一隻小熊布偶，因怨恨集中於一身而進化成魔人。
平時是以機器人形態行動，其強度與劇情中後期出現的搶奪獸相等或是更甚之，需要用到幸運四葉草最終舞曲才能進行淨化。
儘管如此，其怨念強悍到無法僅僅因此被淨化，因此聚集了玩具王國所有玩具們的怨恨而成為第二型態的巨熊魔人，最終被桃天使進化的Cure Angel以“真愛之心”淨化，化為無數玩具消失。
後來在DX3中復活，與沙羅曼達男爵聯手交戰夏妮露米納斯、火天使、星天使、紫天使、鳳梨天使、百香果天使、陽光天使和月光天使，最後超獸化被桃天使、苺天使、鳳梨天使和百香果天使以幸運四葉草最終舞曲再度消滅。

#### 主題曲
片頭曲：「Let's！フレッシュプリキュア！～Hybrid ver.～for the Movie」
- 作詞：六之見純代，作曲：高取，編曲：龜山耕一郎、村田昭、水谷廣美，歌：茂家瑞季、光之美少女們

片尾曲：「H@ppy Together!!! for the Movie」
- 作詞：六之見純代，作曲：marhy，編曲：marhy、村田昭、水谷廣美，歌：林桃子、光之美少女們

### All Stars 系列電影
主條目：All Stars 系列電影
- All Stars DX 上映於本作播出時，因此以本作故事初期設定為準。

光之美少女 All Stars DX 大家都是朋友☆奇蹟的全員大集合！
光之美少女 All Stars DX2 希望之光☆守護彩虹寶石！
光之美少女 All Stars DX3 傳達到未來！連結世界☆彩虹之花！
光之美少女 All Stars New Stage 未來的朋友
光之美少女 All Stars New Stage2 心之朋友
光之美少女 All Stars New Stage3 永遠的朋友
光之美少女 All Stars 春之嘉年華♪
光之美少女 All Stars 大家歌唱吧♪奇跡的魔法！
HUG！光之美少女♡光之美少女 All Stars Memories
光之美少女 All Stars F

## 註解
1. ↑  開闊天空！光之美少女第26集
2. ↑  開闊天空！光之美少女第26集
3. ↑  原文：
4. ↑  原文：
5. ↑  原文：

## 外部連結
- 光之美少女：幸福精靈Fresh!（页面存档备份，存于）（ABC）
- 光之美少女：幸福精靈Fresh!（页面存档备份，存于）（東映動畫）
- 光之美少女：幸福精靈Fresh! 玩具王國有好多秘密！？（页面存档备份，存于）（電影）
- 光之美少女：幸福精靈Fresh!網路遊戲（页面存档备份，存于）
- 光之美少女：幸福精靈Fresh!遊戲合集（页面存档备份，存于）（日本萬代遊戲）